# The Android Invasion
The Android Invasion (L'invasion des Androïdes) est le quatre-vingt-troisième épisode de la première série de la série télévisée britannique de science-fiction Doctor Who. L'épisode fut originellement diffusé en quatre parties, du 22 novembre au 13 décembre 1975.

## Accroche
Le Docteur et Sarah sont enfin revenus dans l'Angleterre contemporaine. Mais quelque chose cloche : les gens agissent étrangement, le calendrier n'a qu'un seul jour et les pièces semblent toutes pareilles. Sont-ils vraiment sur Terre ? 

## Distribution
- Tom Baker — Le Docteur
- Elisabeth Sladen — Sarah Jane Smith
- Ian Marter — Harry Sullivan
- John Levene — Benton
- Milton Johns — Guy Crayford
- Martin Friend — Styggron
- Roy Skelton — Chedaki
- Stuart Fell — Kraal
- Peter Welch — Morgan
- Max Faulkner — Caporal Adams
- Dave Carter — Grierson
- Patrick Newell — Colonel Faraday
- Hugh Lund — Matthews
- Heather Emmanuel — Tessa

## Résumé
Le Docteur ramène Sarah Jane à son époque. Ils sont témoins de l'étrange mort d'un soldat d'UNIT qui semble s'être jeté d'une falaise après une course désordonnée. Ils se retrouvent alors poursuivit par des hommes étranges en blanc avec des casques qui semblent tirer des munitions avec leurs doigts.
Ils trouvent refuge dans le petit village de Devesham qui semble totalement désert. À l'intérieur de l'auberge du village, le Fleur-de-lys le Docteur constate que la caisse ne contient que des pièces neuves et qu'elles sont toutes frappées de la même année. Par la fenêtre, ils sont témoins de l'arrivée des hommes en blancs, accompagnés du soldat « mort » et de villageois qui, comme en transe, entrent dans l'auberge avant de se remettre à vivre leur vie normalement. Alors que le Docteur part enquêter auprès d'UNIT, Sarah Jane reste à l'auberge. Lorsqu'elle adresse la parole aux habitants, ceux-ci semblent surpris et se demandent si elle fait partie du « test »." De retour dans les bois, elle voit le TARDIS se dématérialiser. Elle est attaquée par un homme étrange et s'enfuit.
Le Docteur arpente le quartier général d'UNIT qui semble vide. Entrant dans le bureau du Brigadier Lethbridge-Stewart, celui-ci est désert. Surpris en train de rôder dans les bureaux, il est capturé par un soldat du nom de Crayford. Sarah Jane sauve le Docteur, mais ceux-ci sont observés par un extra-terrestre du nom de Styggron. Il tente de capturer le Docteur et Sarah Jane dans le but d'étudier leur comportement, et ceux-ci se voient poursuivis par d'ancien amis à eux comme le Sergent Benton ou Harry Sullivan. Sarah explique au Docteur que Crayford est un ancien cosmonaute qui a disparu lors d'une sortie dans l'espace deux ans auparavant. Alors qu'ils sont séparés, Sarah Jane finit par être retrouvée, emprisonnée et soumise à une séance d'électrocution par un Harry Sullivan qui semble obéir aux ordres de Styggron et son acolyte Chedaki.
Alors qu'il se trouve au pub face à un barman au comportement assez hostile, le Docteur s'aperçoit que la tête de cerf est en plastique et que le calendrier n'a qu'un seul jour. Il reçoit un coup de fil de Sarah Jane, qui s'est enfuie, et lui demande de la rejoindre dans une arrière-boutique d'un magasin désert. Elle a découvert que tous ceux qu'ils ont croisés jusqu'à présent sont en réalité des duplicatas sous forme d'androïdes. Le Docteur fait mine d'amener Sarah Jane au TARDIS afin de pouvoir la démasquer : elle ne s'est jamais enfuie, elle aussi est un androïde et le lieu dans lequel ils se trouvent n'a jamais été la Terre, mais une copie en vue d'une conquête de la planète.
Alors que Styggron tente d'utiliser Sarah afin de tester sur elle une arme bactériologique capable de détruire les habitants de la Terre, celle-ci réussi à s'enfuir. Le Docteur est retrouvé par ses androïdes copies d'agents d'UNIT et ligoté au poteau du village peu de temps avant la destruction complète de la zone. Il est sauvé par Sarah Jane, qui utilise son tournevis sonique sur les liens. Ils réussissent à trouver refuge avant la destruction complète de la zone. Enfermés à nouveau par les androïdes, ils reçoivent la visite de Crayford qui explique qu'il a été recueilli par ces extra-terrestres, les Kraals, alors qu'il dérivait dans l'espace. Il a organisé avec eux la conquête du monde à condition qu'ils ne massacrent pas les humains. Le Docteur pense que son cerveau a complètement été lavé par eux.
Alors que le Docteur est emmené dans une salle d'examination afin d'étudier la résistance des Seigneurs du Temps à l'électrocution, Sarah Jane réussit à électrocuter les androïdes venus lui donner de la nourriture et à délivrer le Docteur. Tous deux s'enfuient à bord de la fusée destinée à atterrir sur Terre en amenant Crayford, des androïdes destinés à remplacer des êtres humains. Alors que Sarah Jane réussi à retrouver le TARDIS qui est retourné sur Terre à l'endroit où il devait réellement atterrir elle se retrouve face à une copie du Docteur et d'elle-même. Le Docteur arrive dans les locaux de la station spatiale, empêche la sortie de Crayford et demande à un ingénieur, Grierson, d'étudier des ondes radars qui pourraient perturber les androïdes.
Hélas, le Docteur se rend compte trop tard que les androïdes ont déjà remplacés Benton, Harry et le remplaçant du Brigadier, le Colonel Faraday. Toutefois, il parvient à les duper en se faisant passer pour sa propre version androïde et réussit à faire admettre à Crayford qu'il a été abusé par Styggron. Il permet à Grierson d'utiliser son antenne radar, ce qui désactive les androïdes. Alors qu'elle délivre Harry et Faraday, Sarah se retrouve confronté à Styggron, qui sera tué par la version androïde du Docteur, reprogrammée par ses soins.
Les plans d'invasion des Kraals déjoués, Sarah hésite à rentrer chez elle, mais le Docteur la persuade de continuer à l'accompagner.

### Continuité
- Il est suggéré que Sarah Jane n'est pas revenue à Londres depuis la fin de « Terror of the Zygons »
- C'est la dernière apparition de Harry Sullivan et du Sergent Benton de la série. Dans l'épisode « Mawdryn Undead » (1983) le Brigadier dira que Benton est devenu vendeur de voiture et que Sullivan travaille dorénavant pour les services secrets.

## Production

### Scénarisation
Il s'agit du 10e scénario de Terry Nation, le créateur des Daleks pour Doctor Who et l'un des seuls avec « The Keys of Marinus » qui ne fait pas mention de ceux-ci. En effet, le nouveau script-éditor (responsable des scénarios) de la série, Robert Holmes n'aimait pas les Daleks, et Nation avait été commissionné pour écrire deux histoires n'ayant aucun lien avec les Daleks, “The Enemy Within” ("L'ennemi intérieur") le 29 novembre 1974 et “Return To Sukannan” ("Retour à Sukannan") le 13 février 1975. Le second fut vite abandonné et "The Enemy Within" se développa pour devenir un script nommé "The Kraals" et officiellement commandé le 27 février 1975.
Terry Nation dira s'être inspiré du film de 1956 « L'Invasion des profanateurs de sépultures. » Dans l'idée de base, les androïdes Kraals se comportaient comme des "miroirs" des êtres humains, mais son exécution était techniquement trop exigeante. À l'origine les Kraals devait avoir une apparence d'insecte, mais l'idée ne fut pas retenu par les créateurs des costumes qui s'inspirèrent plus du rhinocéros pour les traits des extra-terrestres. Apprenant au détour du mois de juillet que Nicholas Courtney était trop occupé à cause d'une tournée théâtrale pour reprendre le rôle du Brigadier Lethbridge-Stewart, son personnage fut remplacé par celui du Colonel Faraday joué par Patrick Newell. Le script fut finalisé le jour du 14 juillet 1975.

### Casting
- Milton Johns était apparu dans le rôle de Benik dans l'épisode « The Enemy of the World. » Il reviendra dans la série dans le rôle de  Castellan Kelner dans « The Invasion of Time. »

### Tournage
Le réalisateur engagé pour cet épisode fut Barry Letts, connu pour avoir été réalisateur pour la série, puis producteur de celle-ci de 1970 à 1974. Celui-ci était revenu dans l'équipe de production de la série en janvier 1975, après l'abandon d'un projet de téléfilm sur la vie de Marie Curie par la BBC.
Le tournage débuta le 21 juillet 1975 par les scènes d'extérieures qui furent filmées dans le Oxfordshire. Les scènes à l'intérieur des murs de la station de défense furent tournées dans le National Radiological Protection Board de Harwell. Les 22 et 23 juillet les scènes dans les bois près du faux Devesham furent tournées. En tournant une séance dans une rivière, Tom Baker avalera trop d'eau et devra partir à l'hôpital pour un lavage d'estomac. Les scènes se déroulant à Devesham ont été filmées les 24 et 25 juillet dans le village de East Hagbourne.
Les scènes de maquettes furent filmées du 7 au 9 mai au BBC Television Centre Puppet Theatre. Les tournages en studio eurent lieu les 11 et 12 août 1975 au studio 3 du Centre Televisuel de la BBC pour l'enregistrement des parties 1 et 2 ainsi que les scènes se déroulant dans la cellule de Kraal et dans la chambre de désorientation. Une autre scène où les effets furent jugés insatisfaisants fut abandonnée. La deuxième session de tournage eu lieu les 25 et 26 août au studio 8, pour l'enregistrement des parties 3 et 4. Le tournage ayant pris du retard, la scène où le Docteur réactive son androïde ne fut pas filmée.

## Diffusion et Réception
| Épisode                                                                                                   | Date de diffusion | Durée | Téléspectateurs en millions | Archives            |
| --- | ----------------- | ----- | --------------------------- | ------------------- |
| Épisode 1                                                                                                 | 22 novembre 1975  | 24:21 | 11,9                        | Bandes couleurs PAL |
| Épisode 2                                                                                                 | 29 novembre 1975  | 24:30 | 11,3                        | Bandes couleurs PAL |
| Épisode 3                                                                                                 | 6 décembre 1975   | 24:50 | 12,1                        | Bandes couleurs PAL |
| Épisode 4                                                                                                 | 13 décembre 1975  | 24:30 | 11,4                        | Bandes couleurs PAL |
| Diffusé en quatre parties du 22 novembre au 13 décembre 1975, l'épisode fit un très bon score d'audience. |                   |       |                             |                     |

Bien que l'audience soit bonne, l'épisode recevra des critiques assez mitigées des téléspectateurs de l'époque, certains trouvant les Kraals peu originaux. Lors de la diffusion de la troisième partie, Tom Baker et Elisabeth Sladen, qui souhaitaient ne pas louper l'épisode alors qu'ils étaient bloqués dans le centre de Londres, sont allés sonnés chez une personne au hasard, en se présentant comme étant "Le Docteur et Sarah" afin de regarder la télé chez elle.

### Critiques
En 1995 dans le livre "Doctor Who: The Discontinuity Guide", Paul Cornell, Martin Day, et Keith Topping trouvent l'épisode "stupide fatigant et très irritant." Les auteurs de "Doctor Who: The Television Companion" (1998) sont assez partagés, ils trouvent les Kraals assez classiques, saluent la réalisation et le jeu des acteurs mais trouvent que l'histoire s'étire inutilement.
En 2010, Patrick Mulkern de Radio Times estime que cet épisode est le maillon faible de la saison. Il critique l'intrigue et la mauvaise utilisation de UNIT, mais reste plus positif sur le joue fait avec les androïdes issue de duplicats des personnages.
Sur le site DVD Talk Ian Jane donnera à l'épisode la note de 3,5 sur 5 expliquant que l'épisode n'est pas le plus profond ni le plus original que la série ai donné, mais il reste un conte drôle." Il aime tout particulièrement le tournage en extérieur, les androïdes et les robots blancs. Le critique du magazine SFX, Ian Berriman critiquera aussi l'étirage en longueur de l'épisode, mais trouve qu'il est "aussi appréciable qu'il est peu aimé.".

## Novélisation
L'épisode fut novélisé sous le titre Doctor Who and the Android Invasion par Terrance Dicks et publié en novembre 1978. Il porte étrangement le numéro 2 de la collection Doctor Who des éditions Target Book. Aucune traduction n'est disponible à ce jour mais le roman fut réédité en 1980 aux États-Unis.

## Éditions commerciales
L'épisode n'a jamais été édité en français, mais a connu plusieurs éditions au Royaume-Uni et dans les pays anglophones.
- L'épisode est sorti en VHS en mars 1995.
- L'épisode eu droit à une sortie en DVD le 9 janvier 2012 dans une version seule et dans le coffret "UNIT Files" avec « Invasion of the Dinosaurs. »[10]. Celle-ci fut rééditée le 30 octobre 2013 dans la collection Doctor Who DVD Files. La version DVD offre en bonus, les commentaires par Milton Johns (Crayford), Martin Friend (Styggron) Marion McDougal (Assistante de production) et Philip Hinchcliffe (Producteur), un reportage sur le village où a été tourné l'épisode, un documentaire sur Philip Hinchcliffe et une publicité de l'époque.